# Hinkle Fieldhouse
El Hinkle Fieldhouse es un pabellón multiusos situado en el campus de la Universidad Butler, en Indianápolis, Indiana. Fue inaugurado en 1928 y tiene capacidad en la actualidad para 9100 espectadores. Fue el pabellón para la práctica del baloncesto mayor en los Estados Unidos, honor que mantuvo hasta 1950. El sexto pabellón universitario más longevo en la actualidad, y fue elegido Hito Histórico Nacional.
Es conocido como "Indiana's Basketball Cathedral", la Catedral del Baloncesto de Indiana, debido a todo lo que ha significado en la historia del baloncesto en Indiana, y también para diferenciarlo de The Palestra, considerada la Catedral del Baloncesto Universitario.

## Historia
El Hinkle Fieldhouse y el estadio de fútbol americano Butler Bowl fueron las dos primeras edificaciones que se realizaron cuando la Universidad Butler se mudó al campus de Fairview. Ambas infraestructuras fueron financiadas por 41 empresarios de Indianapolis. Además, cuando la universidad firmó un acuerdo de arrendamiento del pabellón con la Asociación del Deporte de Instituto de Indiana para la utilización como sede permanente de las finales de los campeonatos estatales, esta ayudó a la financiación del mismo con un millón de dólares.
La pista de juego se reconfiguró en 1933, cambiando su orientación este-oeste a norte-sur, para mejorar notablemente la visibilidad por parte del público. Albergó el torneo de high school entre 1928 y 1971, a excepción de los años entre 1943 y 1945, cuando sirvió como cuartel de las Fuerzas Aéreas y de la Armada de los Estados Unidos durante la Segunda Guerra Mundial.
Una de las finales del campeonato estatal entre institutos de Indiana fue la de 1954, la denominada The Milan Miracle, el milagro de Milan, cuando ese pequeño instituto logró derrotar y proclamarse campeón ante el mucho mayor Muncie Central. Esta historia es el la que se basó la famosa película Hoosiers.
El pabellón se llamó originalmente Butler Fieldhouse, siendo renombrado en 1966 en honor a Paul D. "Tony" Hinkle (1899–1992), que fue entrenador de baloncesto en Butler durante 41 temporadas, finalizando su andadura en 1970. En 1983 fue incluido en el Registro Nacional de Lugares Históricos, mientras que en 1987 fue designado Hito Histórico Nacional en reconocimiento a su papel en la transformación del baloncesto universitario.

## Eventos
El Fieldhouse ha recibido la visita de varios presidentes de los Estados Unidos (Herbert Hoover, Dwight Eisenhower, Richard Nixon, Gerald Ford, George H.W. Bush yBill Clinton). Fue la sede del All-Star Game de la ABA 1968, y sede de los Juegos Panamericanos de 1987.

## Galería

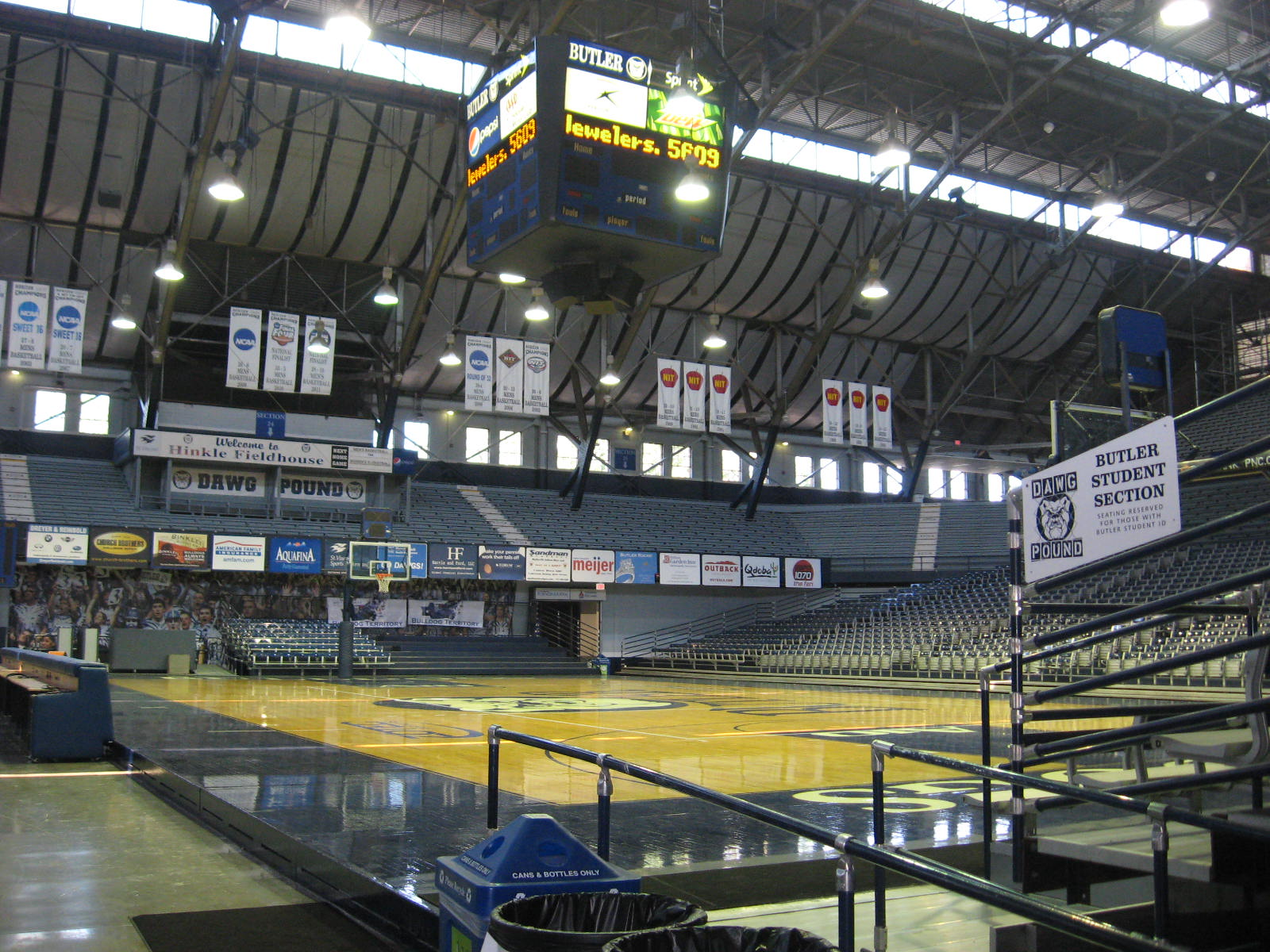
La pista de juego del Hinkle Fieldhouse
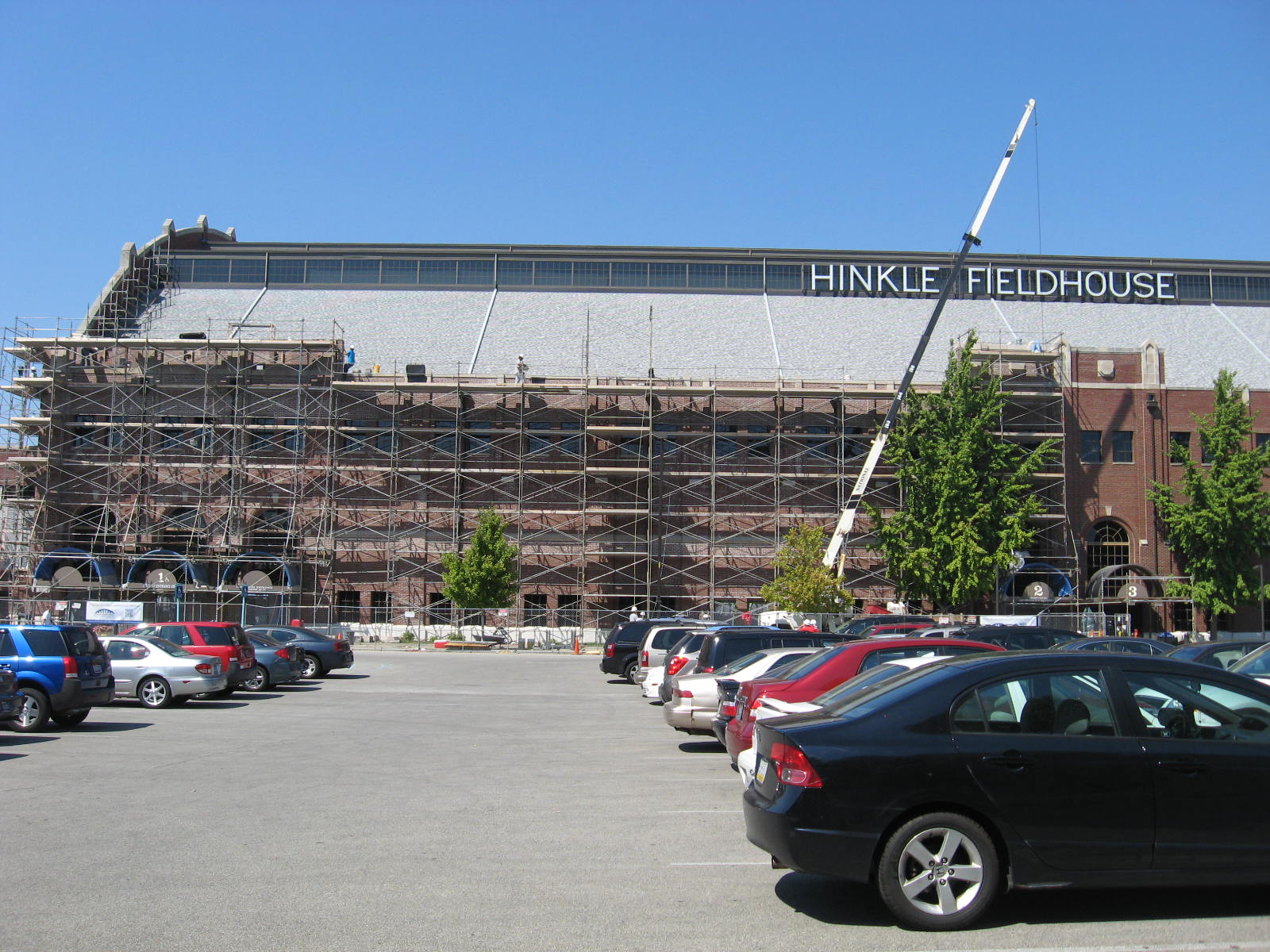
La parte sur del Hinkle Fieldhouse durante su renovación
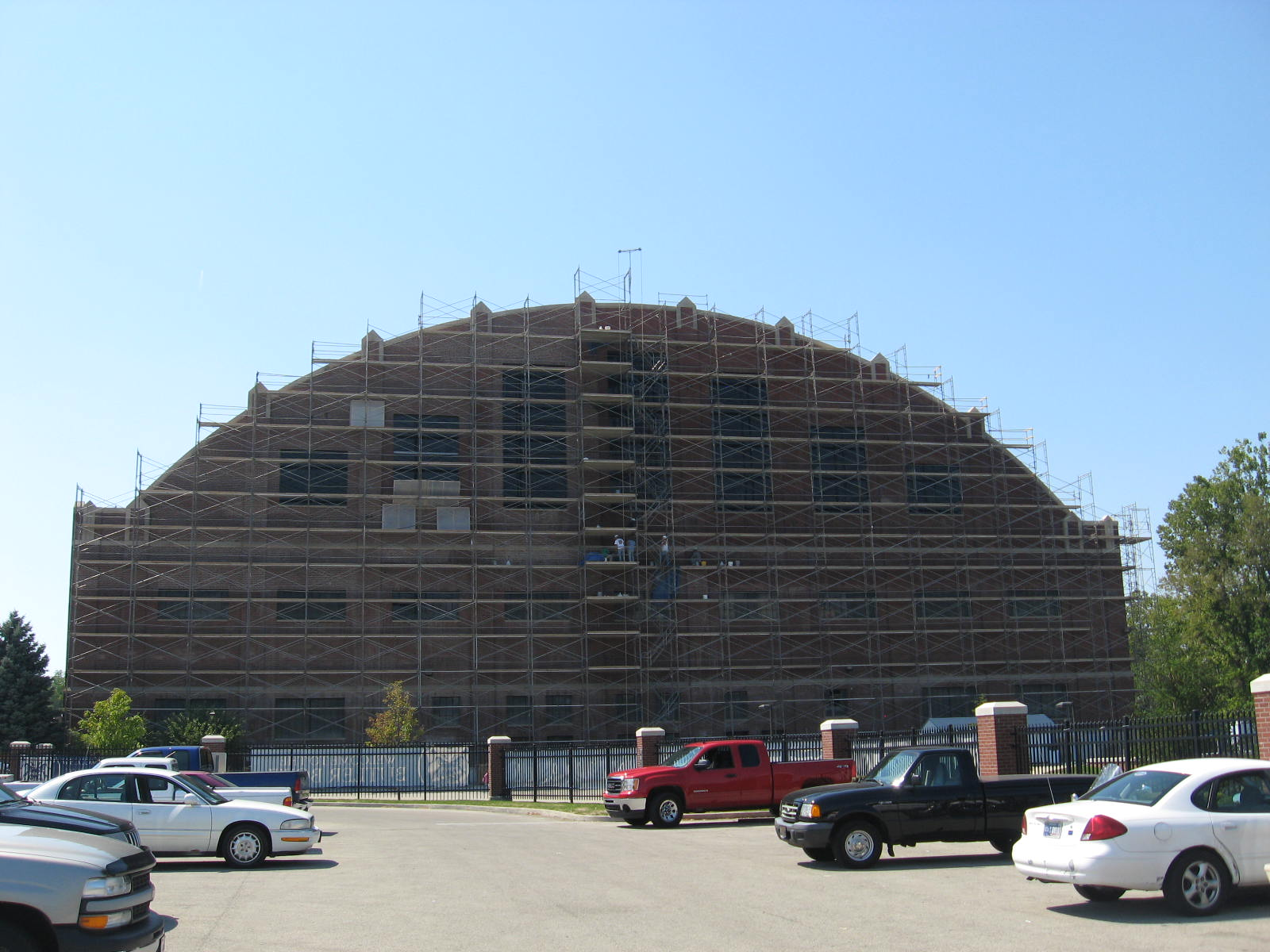
Fachada este del Hinkle Fieldhouse durante su renovación
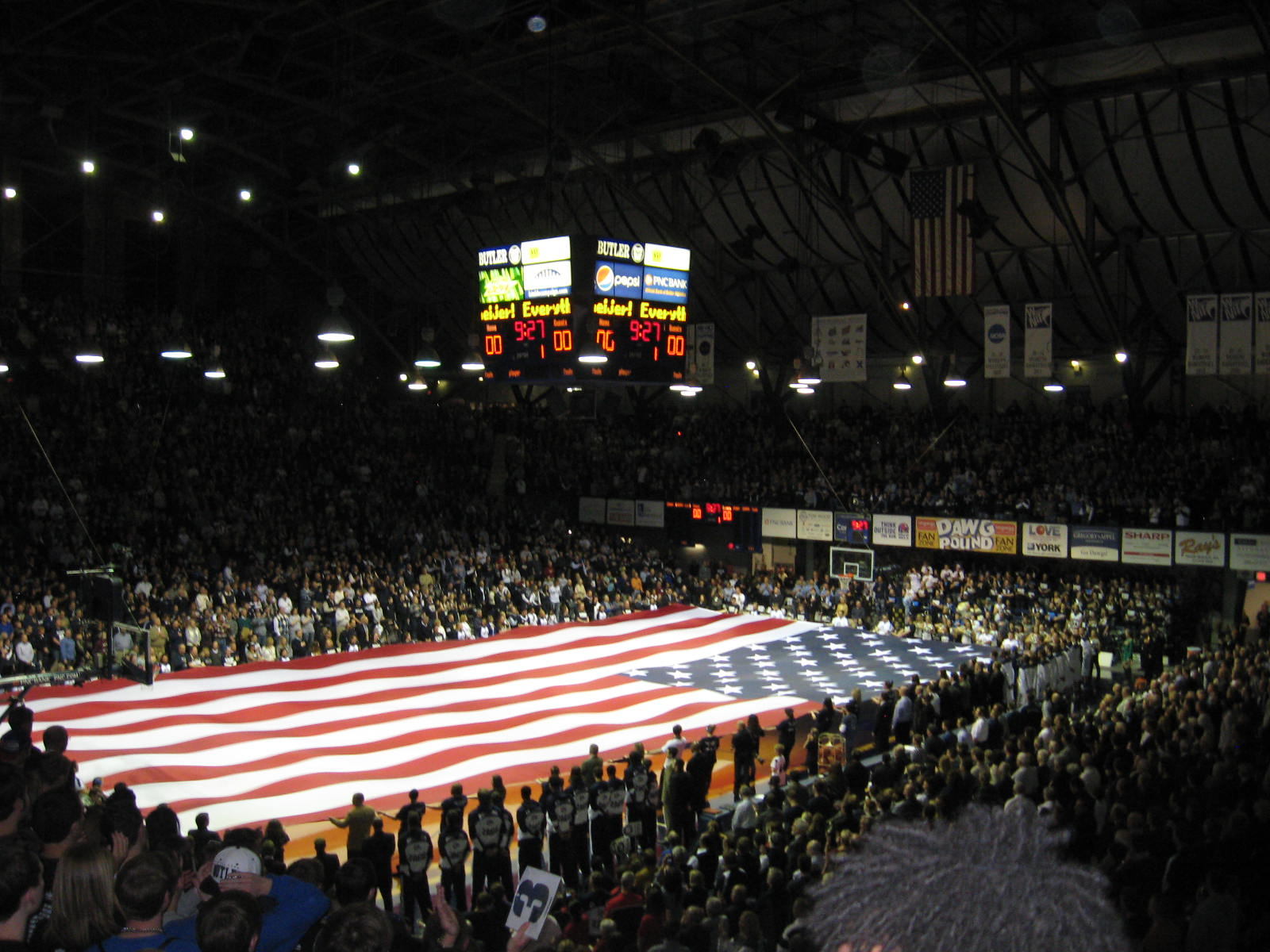
Himno nacional antes del partido Butler-Gonzaga game, 19 de enero de 2013
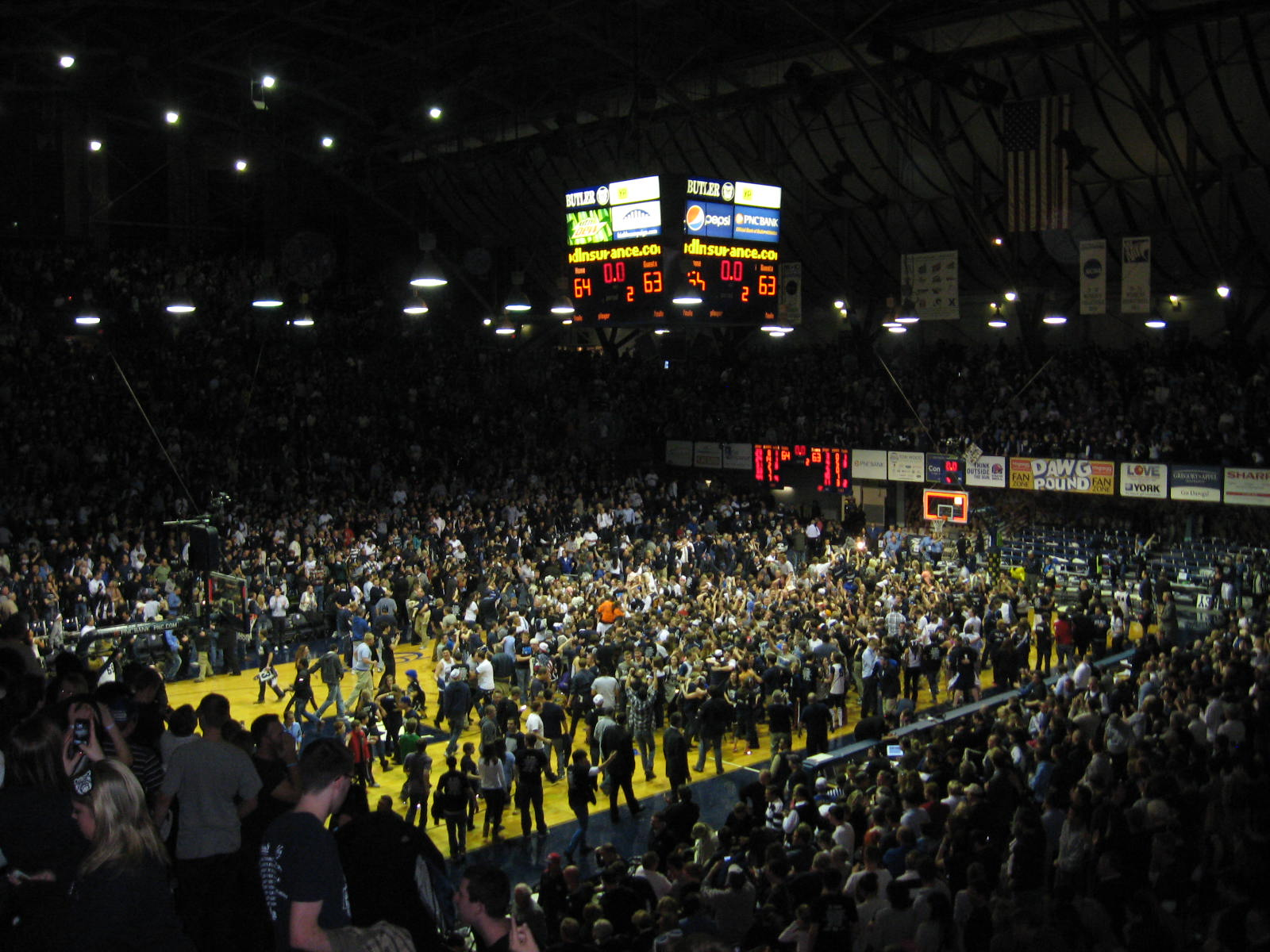
Estudiantes inundan la pista tras la victoria ante Gonzaga
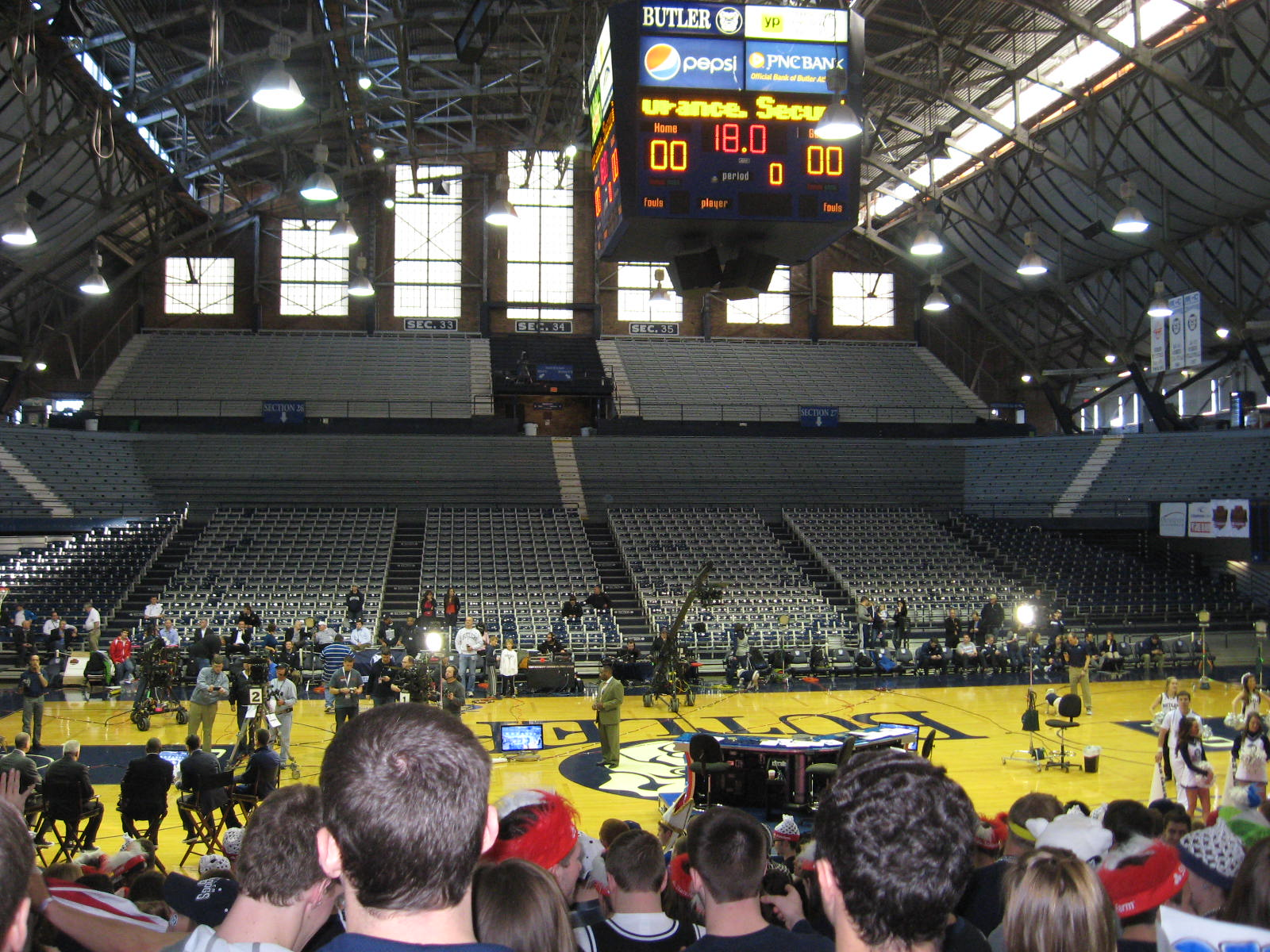
Periodistas de la ESPN antes de un día de partido universitario